# Himmelsmeister-Daoismus

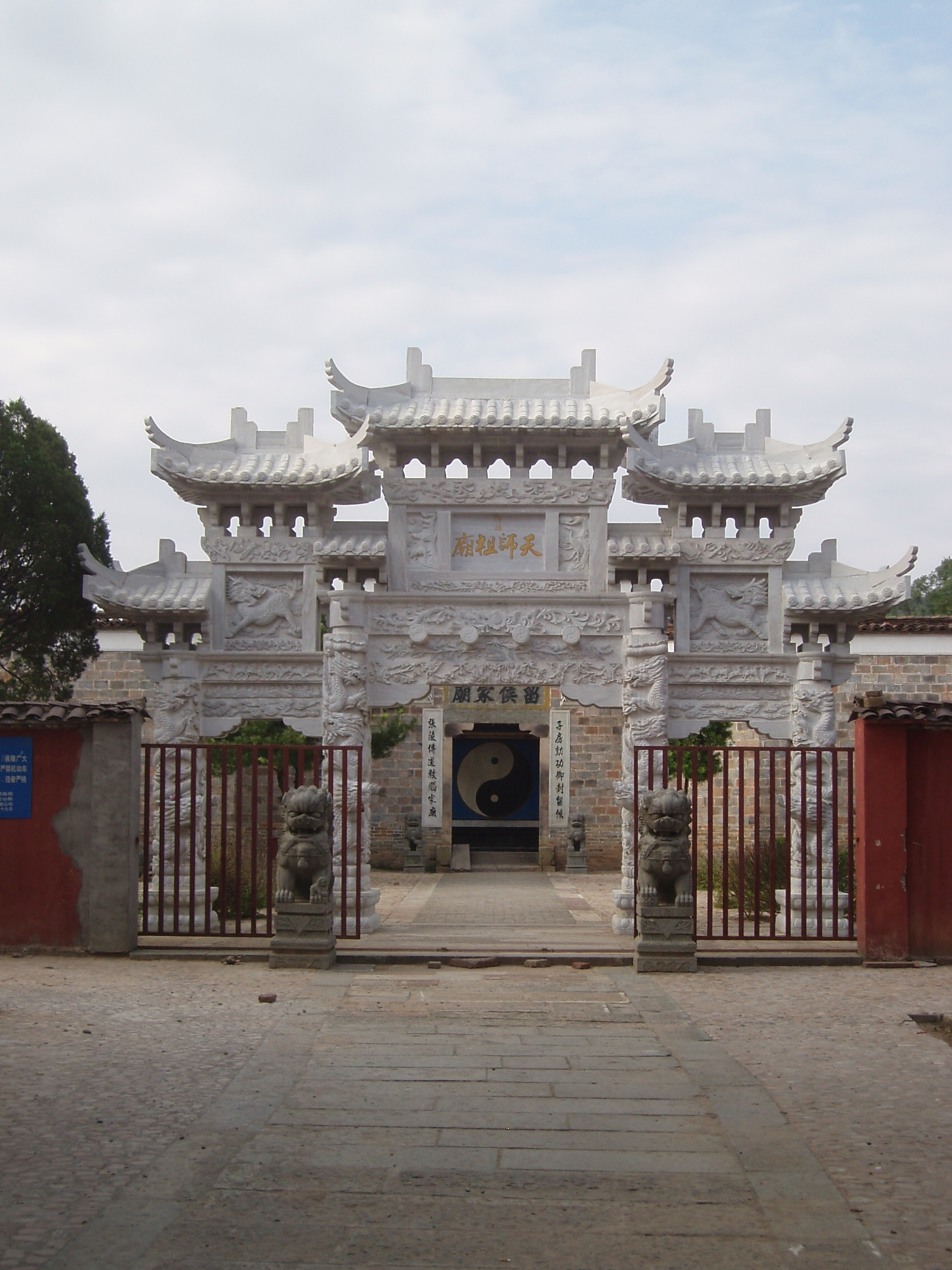
Tor eines Himmelsmeister-Tempels auf dem Longhu Shan

Der Himmelsmeister-Daoismus (chinesisch 天師道 / 天师道, Pinyin Tiānshī Dào – „Weg des Himmelsmeister“, auch Zhengyi 正一,  zhèngyī – „Orthodoxe Einheit“) ist die erste Erscheinungsform des organisierten Daoismus, die bis in die heutige Zeit in China fortbesteht. Die Himmelsmeister sind eine religiöse daoistische Organisation, deren Ursprünge in der späteren Han-Zeit liegen. Die Bewegung der Himmelsmeister wurde durch Zhang Daoling gegründet.

## Geschichte

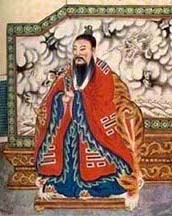
Zhang Daoling

Die historischen Vorläufer der Himmelsmeister sind die Bewegung der Gelben Turbane (Taiping Dao) in Zentral- und Ostchina und der Fünf Scheffel Reis (Wudoumi Dao) in der Provinz Sichuan. Die Gelbturbane waren eine messianische Bewegung und nahmen große Scharen an Anhängern auf. Im Jahre 184 zettelten die Gelben Turbane einen Aufstand an, der die für dekadent gehaltenen Han stürzen und das Zeitalter des großen Friedens (Taiping) anbrechen lassen sollte. Die Praktiken der Gelbturbane wie Heilung durch Sündenbekenntnis, Exerzitien, Rezitation heiliger Texte und Hierarchien waren den Praktiken der Himmelsmeister sehr ähnlich, die darüber hinaus auch eine Schrift der Gelbturbane, das Taiping Jing, den Klassiker vom großen Frieden, übernahmen.

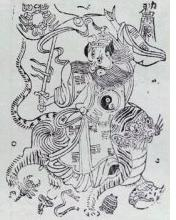
Zhang Daoling

Dem Gründer der Himmelsmeister, Zhang Daoling, war im Jahr 142 Laozi erschienen, der im Volk als Heiliger verehrt wurde. Zhang Daoling verkündete daraufhin das „Gesetz des rechtmäßigen Einen aufgrund der Autorität eines abgelegten Eides“ (Zhengyi), welcher die Herrschaft der drei Himmel einleiten, die Welt vom Verfall befreien, und in einem vollkommenen Staat das auserwählte Volk wieder einsetzen sollte. Auch hier schien es um den Sturz der Han zu gehen, denn die Himmelsmeister, insbesondere der erste Himmelsmeister Zhang Daoling, gelten als irdische Stellvertreter des Laojun, des vergöttlichten Laozi, einem der drei Reinen. Von diesem erhielt Zhang Daoling die Macht, böse Kräfte zu bannen und die Menschen zu führen. Da die Anhänger fünf Scheffel Reis (Wudou Mi, 五斗米,  wǔdòumǐ) zu entrichten hatten, bekam die Bewegung zunächst aufgrund dieser Steuer ihren Namen.
In Sichuan organisierten dann der Sohn und der Enkel Zhang Daolings, Zhang Lu, ein unabhängiges Staatswesen, das dank der erhobenen Steuer politisch und finanziell autonom war. Im Jahr 215 ergab sich Zhang Lu dann Cao Cao, den er als neuen durch Laozi legitimierten Kaiser anerkannte, und im Gegenzug erkannte Cao Cao die Himmelsmeister an und stattete Zhang Lu mit Einkünften und Titeln aus. Die Erben Zhang Daolings und Zhang Lus trugen fortan den Titel Tianshi, Himmelsmeister.
Während des 4. bis zum 6. Jh. spalteten sich die Himmelsmeister in die südlichen und die nördlichen Himmelsmeister auf. Südliche Himmelsmeister bezeichnet die Gruppe, die sich in der Region von Jiangnan im südöstlichen China bildete. Sie stand zwar in der Tradition der Himmelsmeister, hatte aber niemals eine eigene kirchliche Organisation und vermischte sich mit anderen daoistischen Strömungen wie dem Shangqing.
Nördliche Himmelsmeister bezeichnet jene Gruppe, die die Tradition Zhang Daolings direkt unter der Wei-Dynastie der Toba (Hunnen) fortsetzten. Sie erreichten politische Macht am Hofe, wo sie neben dem Buddhismus ihre Ideen präsentierten. Die Wei-Dynastie war aus einem Volk hervorgegangen, dessen Religion – eine Mischung aus schamanischen Praktiken und animistischen Vorstellungen – es aufnahmebereit für die magisch-religiösen Praktiken der Himmelsmeister machte, und so erlangte der Himmelsmeister Kou Qianzhi auch politische Macht: Die Kaiser ließen sich von ihm ihr Mandat unter der Regierungsdevise „Vollkommener Herrscher des großen Friedens“ bestätigen, und ein daoistischer Altar wurde am Rand der Hauptstadt errichtet, wo einhundertzwanzig Priester ihren Kult zelebrierten.
Nach dem Tod Kou Qianzhis und dem Auftreten neuer Strömungen des Daoismus konnten sich die Himmelsmeister jedoch nicht mehr am Hofe halten, und in den folgenden Jahrhunderten hatten sie nur einen geringen Einfluss.
Im 8. und 9. Jahrhundert formten sich dann neue Zentren und eine neue Linie der Himmelsmeister. Die Zhengyi-Kirche bildete Zusammenschlüsse und Gilden, die zu Zentren der lokalen Kulte wurden und bis in die Gegenwart bestehen. Unter den Song und den Ming wurden die Priester der Zhengyi in den Rang von Oberhäuptern sämtlicher daoistischer Richtungen gesetzt, und heutzutage gehört die Sekte der Himmelsmeister beziehungsweise die Zhengyi-Kirche zu den blühendsten und aktivsten daoistischen Richtungen, die noch existieren.

## Zhengyi

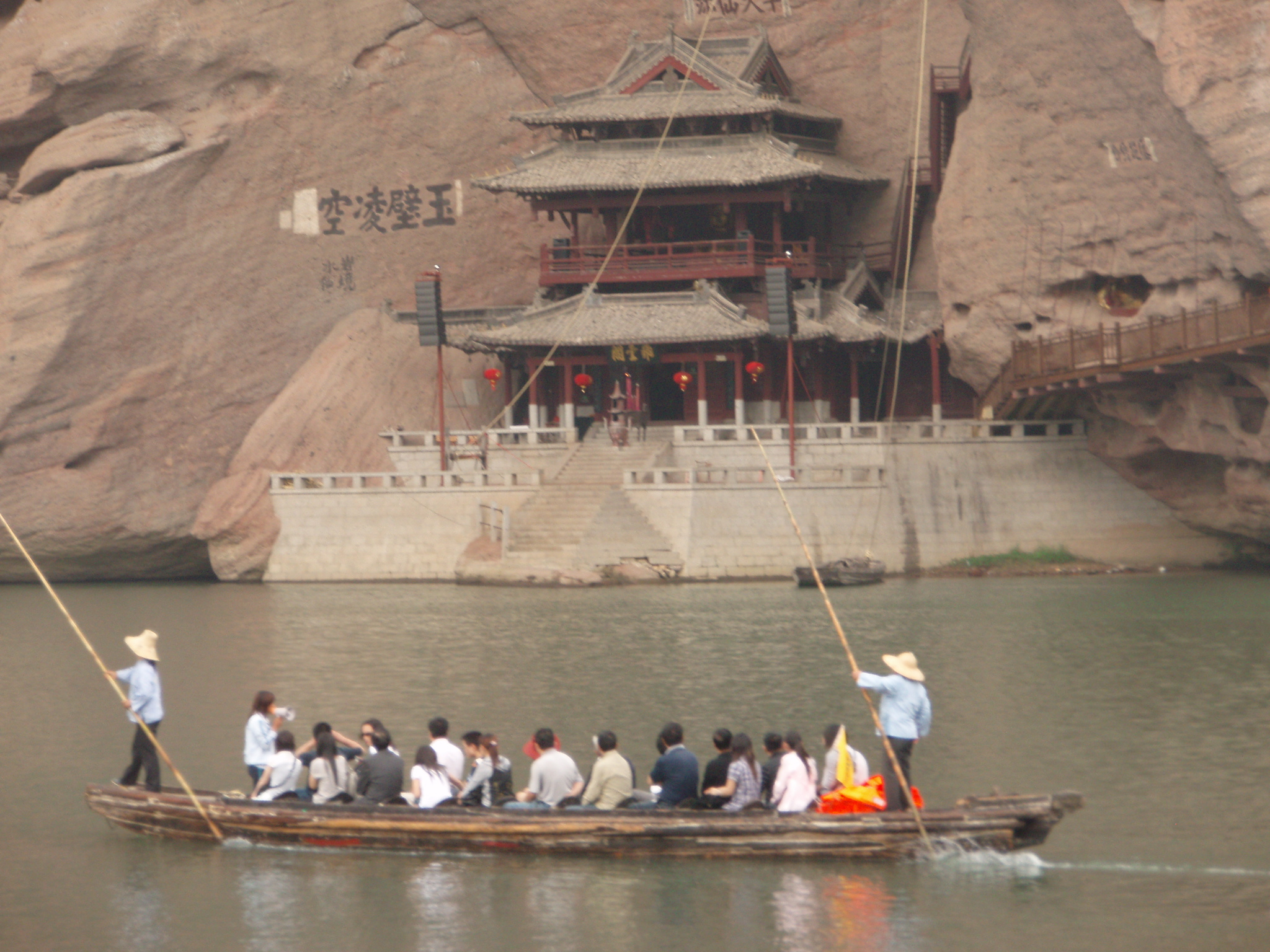
Longhu Shan

Zhengyi (正一,  zhèngyī – „Orthodoxe Einheit“), Zhengyi Dao (正一道,  zhèngyīdào), Zhengyi Jiao (正一教,  zhèngyījiāo) oder Zhengyi Pai (正一派,  zhèngyīpài) ist eine andere Bezeichnung für Himmelsmeister-Daoismus und bezieht sich auch auf die Fünf-Scheffel-Reis-Bewegung, jedoch wird die Bezeichnung Fünf-Scheffel-Reis häufig für die frühe Periode, Himmelsmeister ab den Sechs Dynastien bis zur Tang-Zeit und Zhengyi für spätere Perioden verwendet.

### Geschichte
Die Himmelsmeister-Zhengyi-Daoisten residierten auf dem Longhu Shan. Zu diesem Berg reisten die daoistischen Priester, um Methoden und Register (Fulu) zu erhalten. Der Song-Kaiser Lizong wies 1239 den fünfunddreißigsten Himmelsmeister Zhang Keda an, die Talismane und Register der drei Berge und drei Schulen zu vereinigen. Die drei Schulen beziehen sich auf Zhengyi, Lingbao und Shangqing, die auf drei verschiedenen Bergen residierten, neben dem Longhu Shan auf dem Maoshan (Shangqing) und dem Gezao Shan (Lingbao). Nur Zhang Keda erhielt den Titel Xiansheng (Ältester), und die Schulen wurden unter der Führung der Himmelsmeister vereinigt. Unter der Yuan-Dynastie erkannte Khublai Khan den Zhengyi weiter den Titel der Himmelsmeister zu, und es wurde ihnen das Recht verliehen, als Führer des Daoismus zu wirken. In dieser Zeit unterstanden alle wichtigen daoistischen Aktivitäten dem amtierenden Himmelsmeister auf dem Longhu Shan oder wurden diesem zur Kenntnis gebracht.
1304 war Zhang Yucai amtierender Himmelsmeister und trug den Titel des Führers der Lehren der orthodoxen Einheit, Schützer der Talismane und Register der Drei Berge. Durch ein kaiserliches Dekret übernahmen nun die Daoisten des Longhu Shan die Führung auch der anderen zwei Berge und hatten die Verantwortung für diese. Infolgedessen wurden alle daoistischen Schulen, mit Ausnahme der Quanzhen-Schule, auf dem Longhu Shan wiedervereinigt und galten ab dann als Zhengyi-Daoismus. Die Zhengyi-Schule hatte fortan eine Struktur ähnlich der Quanzhen-Schule.

## Religiöse Praktiken
Die religiösen Praktiken der Himmelsmeister waren vielfältig. Sie verehrten das vielfältige und volkstümliche Pantheon des Daoismus. Sie empfingen im Laufe ihrer Ausbildung „Register“ mit den Namen göttlicher Mächte, die sie anrufen und aktivieren konnten. Es herrschte eine Vermischung von Recht und Moral. Vergehen wie Trunkenheit, Laster und Diebstahl wurden durch die Götter beobachtet und verzeichnet, und durch zumeist öffentliche Bekenntnisse und Bestrafungen gesühnt. Die Bestrafungen waren wohltätige Handlungen oder Sühne durch Zurückgezogenheit, und es gab Bußrituale. Krankheiten wurden durch Beichte und mit magischem Wasser behandelt, da sie als Strafe für Vergehen galten.
Die Gläubigen rezitierten heilige Texte wie das Daodejing, praktizierten Atemübungen und enthielten sich zwecks Langlebigkeit des Getreides.
Es gab auch kollektive, durch die Himmelsmeister ausgeführte Zeremonien und Zhai genannte Fastenzeremonien, welche die Vorläufer späterer daoistischer liturgischer Zeremonien waren. Dreimal im Jahr fanden Feste statt, um Krankheiten durch Fürbitten an die verwaltenden Götter zu heilen.
Verrufen waren die sexuellen Rituale der Himmelsmeisterbewegung, die vom Buddhismus als Orgien angeprangert wurden. Jeder Teilnehmer eines solchen Rituals musste sich mit einem vom Himmelsmeister vorgeschriebenen Partner, der gemäß einer Rangordnung ausgesucht wurde, nach drei Fastentagen vereinigen. Das Ritual wurde begleitet von Fasten, Gebeten, Atemübungen, visueller Meditation und Beschwörungen der Götter. Das Ziel dieser Rituale war es, die Namen der Teilnehmer in „die Register des Lebens“ einzuschreiben.
Obwohl die Himmelsmeisterbewegung viele volksreligiöse Elemente übernommen hatte, kämpfte sie doch immer gegen die anderen Volksreligionen an, die niemals die Bedeutung der Himmelsmeister erlangten.
Die Himmelsmeister entsprachen in ihrer Geschichte den Wünschen des Volkes nach Heilung, guter Ernte, Regen und anderen Bedürfnissen. Es entwickelten sich Schriften, die der Rezitation dienten, der Meditation und dem Gebet, das mit der Sphäre des Göttlichen (Shen-ming) verbinden sollte. Nur wer dieses vollkommen beherrschte, war in der Lage, die Liturgien richtig auszuführen. Dem Berufsstand eines Himmelsmeisters kam Exklusivität zu, da ihm auch geheime Formeln (Mi-jue) mitgeteilt wurden, die bei den Liturgien zu sprechen waren.
Gemeinsames Gebet oder Lieder und Choräle einer Gemeinde von Gläubigen, wie sie im westlichen Religionsverständnis eine Rolle spielen, sind Phänomene, die im Daoismus der Himmelsmeister nie eine Bedeutung hatten.

## Die Himmelsmeister im heutigen China
Die Zhengyi bestehen noch heute fort auf Taiwan und in der Volksrepublik China, jedoch sind ihre Rituale heutzutage modifiziert und komplexer. Sie gehen teilweise auf die Lingbao-Schule zurück, und es wird bezweifelt, dass die heutigen Himmelsmeister, die in Taiwan residieren, echte Nachfahren der ursprünglichen Himmelsmeister der Familie Zhang sind. Der amtierende Himmelsmeister ist im Besitz des überlieferten Jadesiegels und des Zauberschwertes des Zhang Daoling, deren Ursprünge sich bis in die Yuan-Zeit zurückverfolgen lassen. In Taiwan gibt es viele eindrucksvolle Tempel der Zhengyi, und jedes Dorf hat seinen eigenen Tempel, der das Zentrum der Gemeinde bildet.
Der Daoismus der Himmelsmeister wird von Priestern getragen, die ihr Amt professionell ausüben und die eine lange Ausbildung erfahren, die oft schon mit dem siebten Lebensjahr beginnt. Der Beruf wird oft vom Vater zum Sohn vererbt, und das Lehrer-Schüler-Prinzip bestimmt die individuellen Traditionslinien. Für die Ausbildung zum Priester der Zhengyi sind 20 Jahre Studium notwendig. Die Rituale und Texte der Himmelsmeister entwickelten sich nach den verschiedenen Traditionslinien, Orten und Epochen unterschiedlich weiter, und die Texte werden oft in einer Priesterfamilie vererbt. Diese Priester üben oft in großer Toleranz eine Art geistiger Aufsicht über das religiöse Leben im Volk aus, in dem Zauberer, Magier und Schamanen beliebt sind, welche nach ihren Kappen „Rotköpfe“ oder „Schwarzköpfe“ genannt werden und allgemein zu den Gegnern der orthodoxen Daoisten zählen.
Die heutigen Himmelsmeister glauben an Götterhierarchien, die einem Verwaltungsapparat ähneln. Mythologisch wurde aus dem Buddhismus ein System von Himmeln und Höllen übernommen, und im Pantheon der Himmelsmeister sind viele buddhistische Bodhisattvas und Gottheiten zu finden, aber auch historische herausragende Persönlichkeiten.
Die Himmelsmeister bieten einen Ritualservice für Privatpersonen und Tempel an, so etwa bei Hochzeiten, Begräbnissen oder dem Geburtstag eines Lokalgottes. Auch Exorzismen und Heilungen werden durchgeführt. Ihre Rituale sind komplex und elaboriert, und in den komplexen mystischen Systemen gibt es rituelle Initiationen, Reinigung und Erneuerung. Eines der Rituale ist zum Beispiel das Verbrennen von Papiertalismanen, manchmal verbunden mit Gebeten. Das höchste Ritual ist das der kosmischen Erneuerung, das zur Wintersonnenwende durchgeführt wird und kosmische Wiedergeburt symbolisiert. Es kann bis zu neun Tage dauern. Vor den Ritualen wird oft gefastet und ein Geist der Vergebung herbeigerufen. Einige der Priester sind auch Schamanen oder Geistmedien, die Kontakt mit den Toten aufnehmen und astrologisch geschult sein können.
Die übliche Form der Verehrung durch Gläubige ist das Darbringen von Weihrauch in einem mit Asche gefüllten Dreifuß. Manche Tempel unterhalten auch eigene Amateurtheater, die für die Götter und Zuschauer Aufführungen veranstalten.
In der Volksrepublik China ist der Daoismus mit dem Makel des Aberglaubens behaftet und wurde jahrzehntelang mit dem Hinweis darauf, es handele sich nicht um Religion, sondern um primitiven Schamanismus, unterdrückt. Er breitete sich im letzten Jahrzehnt jedoch wieder aus, und Tempel wurden restauriert und vermehrt Priester ausgebildet, sowie universitäre Forschungsstellen eingerichtet. Auf Taiwan ist der Daoismus weiterhin sehr verbreitet.